# 看護週間
看護週間（かんごしゅうかん）とは、日本国民の看護及び看護職に対する理解を深めるとともに、その社会的評価を高めていくための週間。
社団法人日本看護協会等の要望により1990年（平成2年）12月に厚生省（当時）により看護の日とともに制定。1991年（平成3年）より実施されている。毎年5月12日を含む日曜日から土曜日までの一週間。これは国際看護師の日を含む一週間である。
期間中は各地において看護体験や保健相談などが実施され、看護に対する意識向上を図る啓発事業が行われている。